# Estación de Ribadavia
Ribadavia es una estación ferroviaria situada en el municipio español de Ribadavia en la provincia de Orense, comunidad autónoma de Galicia. Cuenta con servicios de Media Distancia.

## Situación ferroviaria
La estación se encuentra en el punto kilométrico 73,056 de la línea férrea de ancho ibérico que une Monforte de Lemos con Redondela a 87 metros de altitud, entre las estaciones de Barbantes y Filgueira. El tramo es de vía única y está electrificado.

## Historia
La estación fue inaugurada el 18 de junio de 1881 con la apertura del tramo Orense-Arbo de la línea que pretendía unir Vigo con Monforte de Lemos. Su explotación inicial quedó a cargo de la Compañía del Ferrocarril de Medina a Zamora y de Orense a Vigo. Dicha gestión se mantuvo hasta 1928 cuando fue absorbida por la Compañía Nacional de los Ferrocarriles del Oeste de España, compañía pública creada para gestionar varios trazados, en general deficitarios, del oeste del país. En 1941, Oeste fue unas las empresas que se integró en la recién creada RENFE.
Desde el 31 de diciembre de 2004 Renfe Operadora explota la línea mientras que Adif es la titular de las instalaciones ferroviarias.
Hasta 2006, el Trenhotel Rías Gallegas que unía Madrid con Pontevedra realizaba una doble parada diaria en la estación en horario nocturno.

## La estación
Está situada al norte del municipio. Su edificio para viajeros es una amplia estructura de base rectangular y dos alturas que recubre un tejado de cuatro vertientes. Dispone de dos andenes curvados (uno lateral y otro central) al que acceden tres vías. El andén lateral cuenta con una marquesina metálica adosada al edificio principal como elemento de protección.

## Servicios ferroviarios

### Media Distancia
Los trenes de Media Distancia de Renfe con parada en la estación permiten viajar de forma directa a ciudades como Orense, Vigo o Ponferrada. 
| Línea MD | Servicio        | Origen/Destino | Paradas intermedias | Destino/Origen |
| -------- | --------------- | -------------- | --- | -------------- |
| 6        | Regional Exprés | Vigo-Guixar    | Redondela · Porriño · Guillarey · Caldelas · Salvatierra · Las Nieves · Sela · Arbo · Pousa-Creciente · Frieira · Filgueira · Ribadavia · Orense · Barra de Miño · Peares · San Pedro del Sil · San Esteban del Sil · Areas · Canabal · Monforte de Lemos · Puebla de Brollón · San Clodio-Quiroga · Montefurado · La Rúa-Petín · Villamartín de Valdeorras · El Barco de Valdeorras · Sobradelo · Quereño · Covas · Toral de los Vados · Villadepalos | Ponferrada     |
| 6        | Regional Exprés | Orense         | Ribadavia · Filgueira · Frieira · Pousa-Creciente · Arbo · Sela · Las Nieves · Salvatierra · Caldelas · Guillarey · Porriño · Redondela | Vigo-Guixar    |